# Agatirso
Nella mitologia greca, Agatirso (in greco antico: Ἀγάθυρσος) fu uno dei figli di Eracle.

## Il mito

### La nascita
Durante la sua decima fatica, Eracle perse la mandria oggetto dell'impresa, e nella ricerca di essa, appena arrivato nella regione boscosa di Ilea l'eroe incontrò uno strano essere. Tale mostro era per metà donna e per l'altra metà serpente e invitò Eracle nella grotta dove dimorava, lei aveva rubato la mandria e voleva anche restituire il maltolto a patto che lui diventasse suo amante per la notte. Il semidio non ebbe altra scelta che accettare malvolentieri al patto e dopo qualche bacio e un abbraccio divenne libero di andarsene.
Al che il mostro rimase incinta di tre gemelli.

### La richiesta di Eracle
Eracle disse al mostro che se uno dei tre pargoli in futuro avesse teso l'arco come faceva lui l'avrebbe dovuto eleggere re e quindi partì.
I figli si chiamavano Agatirso, Gelono e Scita. Ma da adulti solo il terzo riuscì nell'impresa e la madre cacciò gli altri due dal regno.

### Pareri secondari
Secondo altri era Zeus il padre dei tre gemelli e quando ebbero l'età per diventare re del luogo, il divino fece cadere dal cielo quattro oggetti, prima Agatirso e poi Gelono accorsero per recuperarli ma divennero subito fuoco, solo quando arrivò il terzo gemello le fiamme si spensero chiarendo a tutti le idee su chi sarebbe diventato re.